# ШОСО „Веселин Николић” Крушевац
Школа за основно и средње образовање „Веселин Николић” је школа за образовање деце са сметрама у развоју у Граду Крушевцу. Налази се у улици Луке Ивановића 17, Крушевац. У школи је организован продужен боравак за ученике од првог до четвртог разреда.

## О школи[2]
Школа је почела са радом 1961. године као помоћно одељење у Основној школи „ Нада Поповић“ у Крушевцу, одљење је бројало 8 ученика. Већ наредне школске године број ученика се повећао на 24. Отварају се нова помоћна одељења, тако да већ школске 1966/67. године при Основној школи „Вук Караџић“ у Крушевцу постоји 5 помоћних одељења са којима ради 7 наставника – дефектолога.
Од 31. октовра 1967. године Скупштина Општине Крушевац доноси решење о оснивању Специјалне основне школе за децу и омладину ометену у психо–физичком развоју, у циљу обезбеђивања васпитања, основног образовања и корективног рада у процесу хабилитације.
Зграду у којој се школа и данас налази, додељена је школи у складу са решењем о оснивању специјалне основне школе за децу и омладину ометену у развоју, донету од стране Скупштине Општине заједнице образовања Крушевац. У међувремену зграда је дограђивана и знатно су проширени њени капацитети. 
Специјална основна школа школске 1995/96.године прераста у Школу за основно и средње образовање „Веселин Николић“. 
Од 28. јула 2015. године верификацијом Школа обавља делатност основног и средњег образовања ученика са сметњама у развоју.
Школа у свом саставу обједињује: 
- предшколско,
- основно,
- средње образовање и
- продужени боравак.

Осим непосредног рада у разредној настави, са ученицима индивидуално раде и стручни сарадници психолог, социјални радник, логопед, соматопед, реедукатор психомоторике и наставник сензорне интеграције и Монтесори методе.

## Припремни предшколски програм
Припремни предшколски програм похађају деца узраста од 5,5 до 6,5 година.

## Основна школа
Васпитно – образовни рад у основној школи се базира на изради Индивидуално образовног програма (ИОП-2). То значи прилагођавање циљева садржаја и начина остваривања програма наставе и учења и исхода образовно васпитног рада Наставни планови и програми подразумевају прецизно тематско планирање, које је основ за успешно извођење наставе.
Настава се реализује кроз разредну, предметну и индивидуалну наставу.

## Средња школа
По завршетку основне школе, ученици настављају школовање у средњој школи, где се професионално оспособљавају за рад у оквиру следећих подручја рада: 
- пољопривреда,
- производња и прерада хране (пекар, цвећар - вртлар);
- хемија, неметали и графичарство (помоћник картонажера, помоћник израђивача амбалаже од лепенке и прерађивач пластичних маса);
- машинство и обрада метала (аутолимар, бравар и помоћник израђивача лима);
- геодезија и грађевинарство (молер) и
- текстилство и кожарство (шивач текстила и конфекцијски шивач).

Практична настава се реализује у школским радионицама и отвореној привреди.
Школске 2023/2024. године ученицима су на располагању била следећа занимања
- помоћник картонажера[6]
- цвећар-вртлар[7]
- конфекцијски шивач[8]
- пекар[9]
- молер[10]
- аутолимар/бравар[11]
- израђивач дрвне галантерије[12]

## Продужени боравак
Продужени боравак у овој школи похађају ученици нижих и виших разреда.

## Остале услуге
Стручно особље ШОСО „Веселин Николић” Крушевац нуди и додатне услуге 
- индивидуалну наставу[14]
- кућну наставу[15]
- додатну подршку за ученике у редовним школама.[16]